# Angela Fong
Angela Marie Fong (Vancouver, 3 de fevereiro de 1985) é uma modelo, atriz, valet e lutadora de wrestling profissional canadense. É conhecida por sua passagem na WWE, em sua zona de treinamento a Florida Championship Wrestling (FCW) com o ring name Angela e na ECW brand como repórter de bastidores sendo conhecida por Savannah.

## Carreira
- WWE (2008-2011)

Florida Championship Wrestling
ECW (2009-2010)

## No wrestling
- Finishing moves
  - Hurricanrana pin
  - Sake Bomb (Falling reverse DDT)

- Signature moves
  - Crucifix pin
  - Diving crossbody
  - Diving hurricanrana
  - Enzuigiri
  - Hurricanrana
  - Matrix evasion
  - Modified back slide
  - Multiple arm drags
  - Oklahoma roll
  - Roundhouse kick
  - Tilt-a-whirl spinning headscissors takedown
  - Powerbomb
  - Cricifix Head Scizors

- Wrestlers de quem foi manager
  - Eddie Colón
  - Eric Pérez
  - Rosa Mendes

## Campeonatos e prêmios
- Florida Championship Wrestling
  - Queen of FCW (1 vez)